# 2010년 아시안 게임 파키스탄 선수단
 파키스탄은 2010년 11월 12일부터 11월 27일까지 중화인민공화국 광저우에서 열리는 2010년 아시안 게임에 참가하였다.

## 메달 현황
| 종목   | 1 | 2 | 3 | 합계 |
| 스쿼시 | 1 | 1 | 0 | 2    |
| 크리켓 | 1 | 0 | 1 | 2    |
| 하키   | 1 | 0 | 0 | 1    |
| 우슈   | 0 | 1 | 0 | 1    |
| 당구   | 0 | 0 | 1 | 1    |
| 카바디 | 0 | 0 | 1 | 1    |
| 합계   | 3 | 2 | 3 | 8    |

## 같이 보기
- 2010년 아시안 게임